# Smothers Brothers

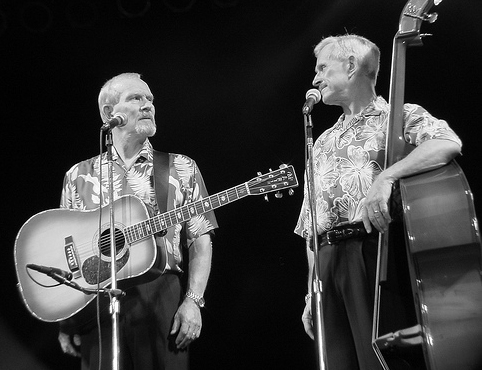
Les Smothers Brothers en 2004.

Les Smothers Brothers sont un duo de comédiens et de musiciens composé des frères Thomas (guitare acoustique, né le 2 février 1937 et mort le 26 décembre 2023) et Richard (contrebasse, né le 20 novembre 1938). Leurs performances scéniques mélangent sketches et musique folk.
Ils présentent plusieurs émissions de télévision dans les années 1960, et notamment The Smothers Brothers Comedy Hour sur CBS de 1967 à 1969. Son traitement satirique de l’actualité en fait un sujet de controverse et entraîne son arrêt après seulement deux saisons, malgré de bonnes audiences (particulièrement chez les 15-25 ans).
Les Smothers Brothers ont pris leur retraite en 2010.

## Discographie
- 1963 : The Smothers Brothers at the Purple Onion
- 1963 : The Two Sides of the Smothers Brothers
- 1963 : Think Ethnic!
- 1963 : Curb Your Tongue, Knave!
- 1963 : It Must Have Been Something I Said!
- 1965 : Tour de Farce: American History and Other Unrelated Subjects
- 1965 : Aesop's Fables
- 1966 : Mom Always Liked You Best!
- 1966 : The Smothers Brothers Play It Straight
- 1968 : Smothers Brothers Comedy Hour
- 1969 : Golden Hits of the Smothers Brothers, Vol. 2
- 1988 : Sibling Revelry: The Best of the Smothers Brothers